# Национални пут Јапана 38
Национални пут Јапана 38 је Национални пут у Јапану, пут број 38, који спаја градове Такикава, Хокаидо и Куширо, Хокаидо, укупне дужине 298,4 км.

## Подаци о путу
- Дужина: 298.4 км
- Порекло: Такикава (настаје у споју са путевима 12 и 451)
- Свршетак: Куширо (крај пута пут 44)
- Већи градови: Ашибецу, Фурано, Обихиро

## Историја
- 4. 12. 1952. - Национални пут првог реда 38 (од Такикава до Куширо)
- 1. 4. 1965. - Главни национални пут 38 (од Такикава до Куширо)

## Преклапање деоница
- У Ашибецу, од јужне раскрснице до Ашибецу-баши раскрснице: Национални пут Јапана 452
- У Франу, од Вакамацу-чо 15 раскрснице до Хигашијама- јанаги раскрснице: Национални пут Јапана 237
- У Шимизу, Југ-1-11 до Југ-4-11: Национални пут Јапана 274
- Од Обихиро (Минами север 1 раскрснице) до Макубецу (Акено раскрснице): Национални пут Јапана 242
- Од Урахоро (Јошино-Кјоеј раскрснице) до завршетка: Национални пут Јапана 336
- Од Ширанука (Запад-1 Југ-2 раскрсница) до Куширо (Отаношике раскрсница): Национални пут Јапана 392
- Од Куширо (Китаодори-5 раскрсница) до краја: Путеви Национални пут Јапана 44, Национални пут Јапана 272 и Национални пут Јапана 391

## Везе са главног пута
- Национални пут Јапана 12
- Национални пут Јапана 451
- Национални пут Јапана 452
- Национални пут Јапана 237
- Национални пут Јапана 274
- Национални пут Јапана 241
- Национални пут Јапана 236
- Национални пут Јапана 242
- Национални пут Јапана 336
- Национални пут Јапана 392
- Национални пут Јапана 240
- Национални пут Јапана 44